# میشل پنسی
میشل پنسی (۱۶ ژوئن ۱۹۷۳) یک بازیکن فوتبال اهل کامرون است. وی در تیم ملی فوتبال کامرون بازی کرده‌است.